# Сенат Мексики
Сенат Республіки (Мексика) (ісп. Senado de la República), офіційно Палата Сенаторів Почесного Конгресу Союзу (ісп. Cámara de Senadores del H. Congreso de la Unión), — верхня палата двопалатного Конгресу Мексики.
Складається зі 128 членів:
- За два сенатори від кожного з 31 мексиканського штату і два від федерального округу Мехіко обираються за принципом відносної більшості;
- По одному сенатору від кожного з 31 мексиканського штату і один від федерального округу Мехіко призначаються партією, що отримала на виборах друге місце у відповідному штаті або федеральному окрузі;
- 32 місця діляться серед партій пропорційно частці набраних голосів у національному голосуванні. Сенатори представляють не окремий округ, а ряд округів або відповідний штат.

## Виборчий процес
У передвиборчих змаганнях кожна партія виставляє двох кандидатів, яких обирають разом прямим голосуванням. Партія кандидатів, які посіли друге місце за кількістю голосів у штаті або в федеральному окрузі Мехіко, призначає сенатора на третє місце, відповідно до списку кандидатів, зареєстрованих у (IFE).
Сенаторів обирають строком на шість років одночасно з президентом Мексики. Позачергові вибори відбуваються рідко, оскільки Сенат повністю оновлюється кожні шість років, і сенатори не підлягають безпосередньому переобранню.

## Вимоги до кандидатів
Згідно з Конституцією Мексики, сенатори є представниками народу. Кандидат має відповідати таким вимогам:
- Бути громадянином Мексики за народженням, що досяг 25 років і має право брати участь у виборах.
- Одна особа не може одночасно бути членом Сенату і чинним членом Верховного суду; членом Сенату і чинним Держсекретарем або помічником Держсекретаря; членом Сенату і чинним церковнослужителем.
- Кандидат на посаду Сенатора на момент обрання не може проходити службу в армії, бути чинним співробітником поліції або жандармерії.

## Робочі комітети
Сенатори входять до робочих комітетів і комісій, що займаються вирішенням конкретних питань. Комітети є основними органами палати, які беруть участь у законотворчому процесі. Кожен сенатор входить у три різних комітети, і кожен комітет обирає Голову і двох секретарів, які координують його роботу.

## Терміни повноважень
Іспанською мовою прийнято позначати кожен термін повноважень Сенату римськими цифрами.
Поточна сесія (від 2018 до 2021 року) — 64 (ісп. LXIV Legislatura).
Термін повноважень Сенату дорівнює двом термінам повноважень Палати Представників. Таким чином, Сенат скликання 2018 року діяти протягом 64 і 65 робочих сесій Палати Представників.

## Функції Сенату
Крім реалізації основних законодавчих функцій, Сенат розглядає пропозиції Президента щодо кандидатур на посади:
- Суддів Верховного Суду
- Генерального Прокурора Республіки
- глав автономних округів
- дипломатичних представників

## Галерея

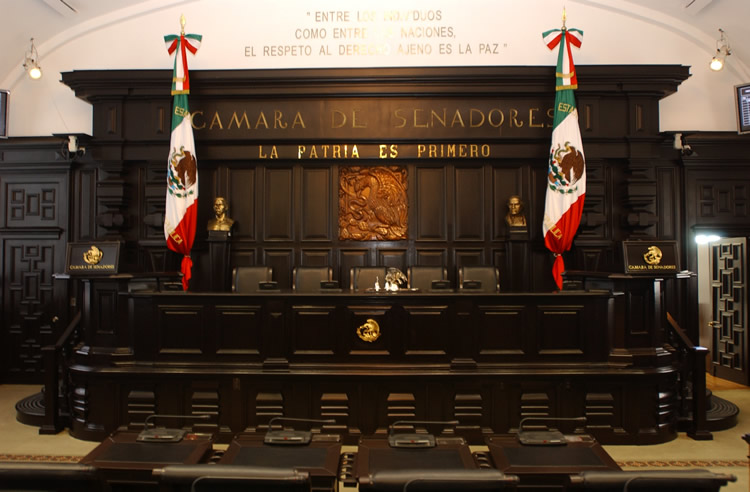
Колишня трибуна Сенату.
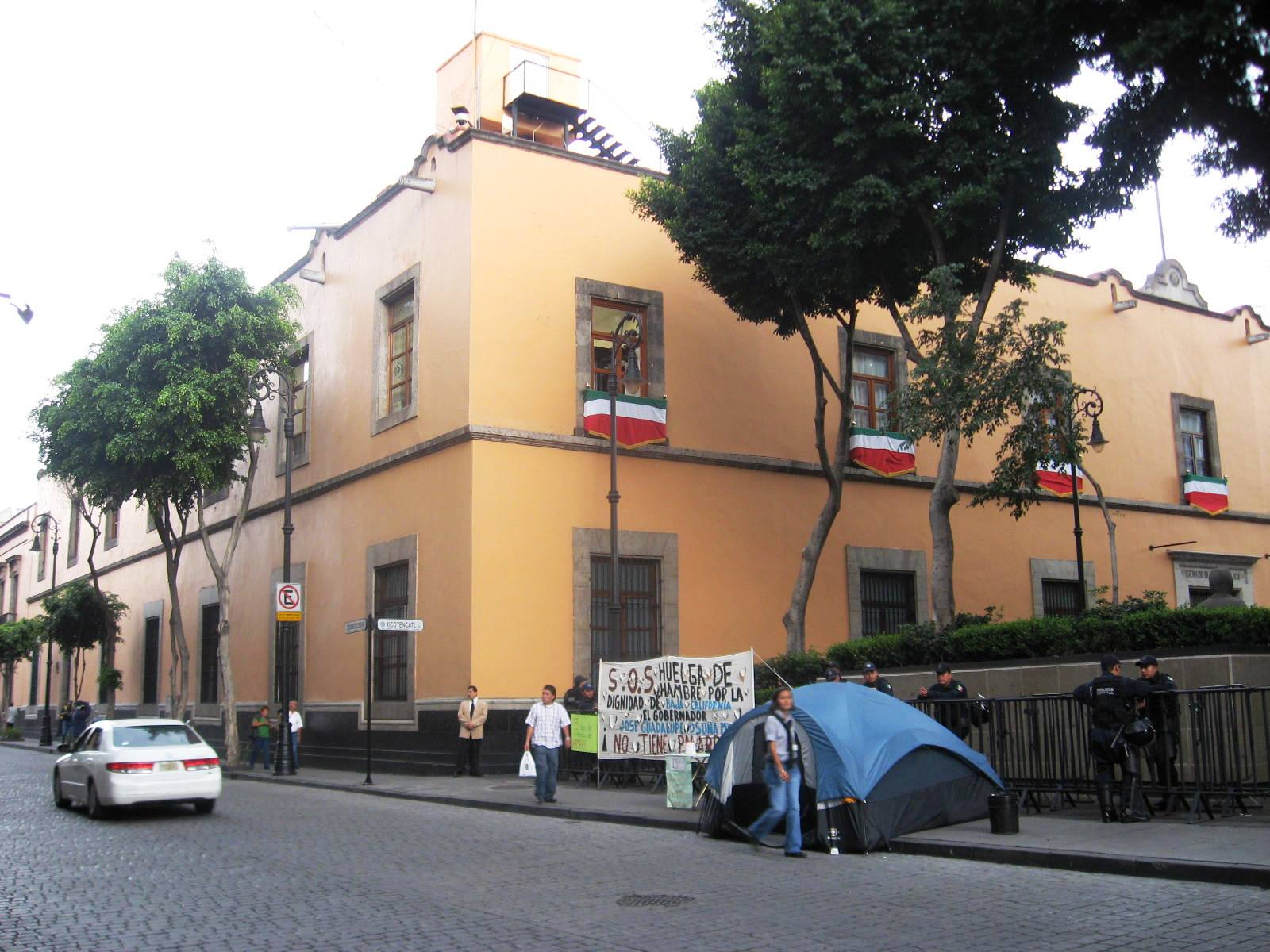
Колишня головна будівля Сенату на розі вулиць Донселес і Сікотенкатль в історичному центрі Мехіко.
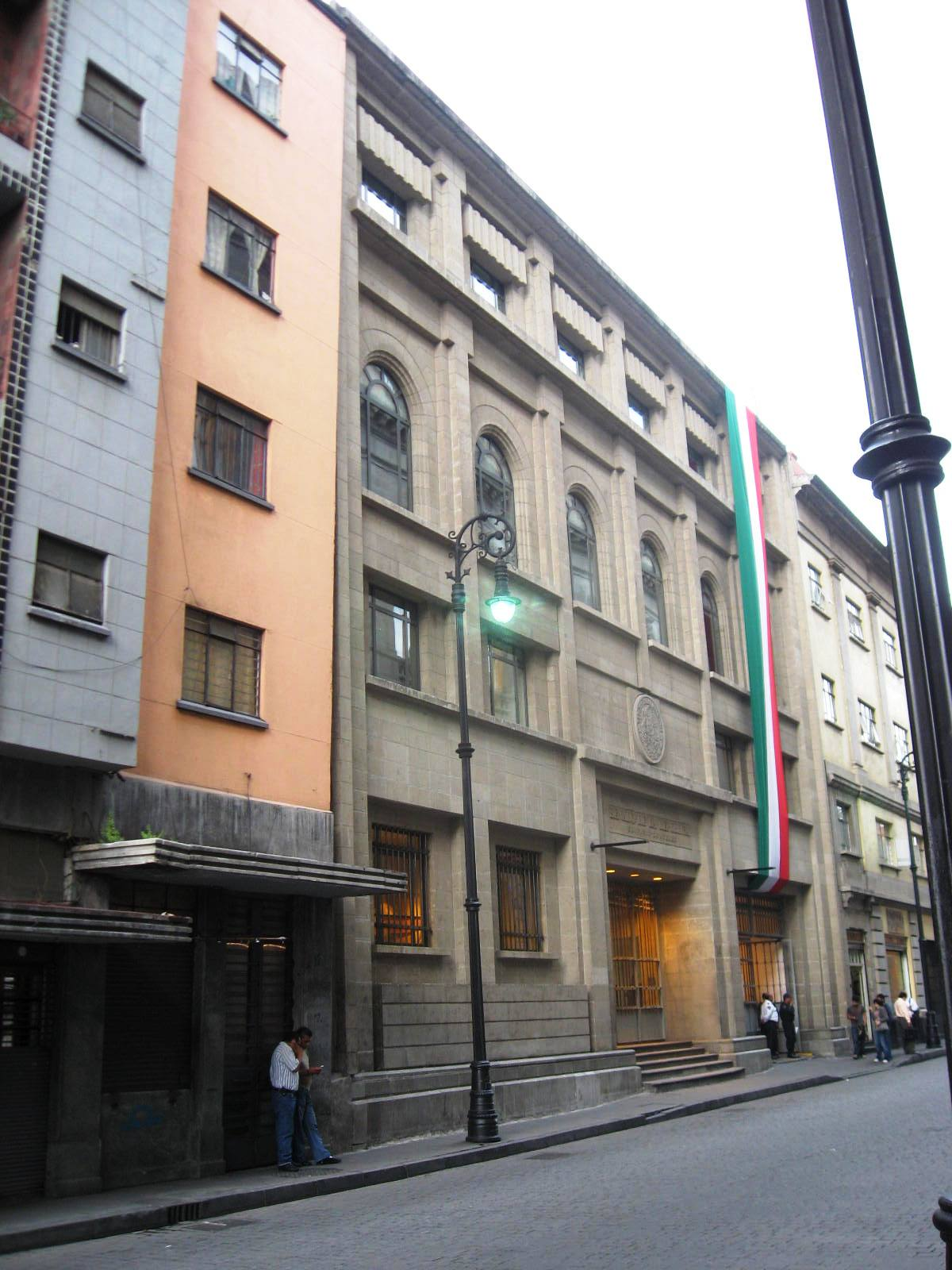
Колишня будівля Сенату на вулиці Донселес